# Doki (Fernsehserie)
Doki ist eine kanadische Zeichentrickserie, produziert von Portfolio Entertainment für Discovery Kids, die sich an Vorschulkinder richtet. Die Serie wurde erstmals auf Discovery Kids in Lateinamerika am 15. April 2013 gezeigt. In Deutschland, wird die Serie auf KiKA seit dem 14. Februar 2015 ausgestrahlt. Doki handelt von einem Hund und seinen Abenteuern mit seinen Freunden.

## Inhalt
Doki ist ein neugieriger Hund und reist gemeinsam mit seinen Freunden um die Welt. Sie entdecken verschiedene Länder und Kulturen und bringen sie den Kindern näher. Doki wird begleitet vom Otter Rico (Original: Fico), dem Ameisenbär Otto (Original: Oto) Anabella, der Ziege Gabi und der Fliege Mundi, die gemeinsam den Entdecker-Klub gegründet haben. Von ihrem Klubhaus aus fliegen sie mit Ottos Wasserflugzeug in ein Land, wenn sie es erkunden wollen. Dabei werden sie unterstützt von Klubmitgliedern, die über die ganze Welt verteilt sind, und die Doki mit seinem Laptop kontaktieren kann.

## Produktion und Veröffentlichung
Die Serie entstand beim Studio Portfolio Entertainment nach einem Konzept von Susan Hart und John Hardman. Regie führte bei den meisten Folgen Brandon Lloyd. Der Serie ging 2009 ein Fernsehfilm voraus, der bei Nelvana unter der Regie von Neil Affleck produziert wurde. Bei der ab 2013 veröffentlichten Serie schrieben unter anderem Kenn Scott, Patrick Granleese, Betty Quan, Karen Moonah und John Slama die Drehbücher. Für den Schnitt waren Mike Goodings und Allan Cordero verantwortlich und die künstlerische Leitung lag bei Adrian Thatcher.
Die 26 Folgen der ersten Staffel wurden vom 15. April 2013 bis 17. September 2014 bei Discovery Kids in Lateinamerika erstmals gezeigt. Es folgten fünf Specials zwischen 1. Januar 2015 und dem 23. Juli 2017. Eine zweite Staffel mit erneut 26 Folgen wurde dann vom 18. Mai 2015 bis 13. April 2016 gezeigt. Eine dritte Staffel mit 24 Episoden wurde vom 4. März 2017 bis 1. Juli 2019 ausgestrahlt. Auf Deutsch wurde die Serie erstmals ab dem 14. Februar 2015 von KiKA gezeigt und seither mehrfach wiederholt.

## Synchronisation
Die deutsche Synchronisation entstand bei Studio Hamburg. Das Dialogbuch schrieb Monika Werner und Regie führte Patrick Bach.
| Name     | Originalsprecher                                                             | Deutscher Synchronsprecher |
| -------- | ---------------------------------------------------------------------------- | -------------------------- |
| Doki     | Griffin Hook (Staffeln 1–2) William Romain (Staffel 3)                       | Jesse Grimm                |
| Rico     | Lucas Kalechstein (Staffeln 1–2) Roman Lutteroti (Staffel 3)                 | Claudio M. Draghici        |
| Otto     | Caden Hughes (Staffeln 1–2) Collin Dean (Staffeln 2) Lukas Engel (Staffel 3) | Tobias Schmitz             |
| Anabella | Katie Grant                                                                  | Julia Folster              |
| Gabi     | Sarah Sheppard                                                               | Jenny Maria Meyer          |
| Mundi    | Tara Emo                                                                     | Maria Wardzinska           |